# Monument: The Soundtrack
Pour les articles homonymes, voir Monument (homonymie).
Albums de Ultravox
Quartet
(1982) Lament
(1984)
Monument: The Soundtrack est un album live du groupe britannique Ultravox, sorti le 10 octobre 1983. Il a été enregistré lors d'un concert en décembre 1982 à l'Hammersmith Odeon à Londres durant la tournée Monument.
L'édition originale (supports vinyle et cassette) ne contient que six titres. Elle est sortie en même temps que la vidéo VHS correspondante, simplement titrée Monument, dont elle constitue la bande-son (The Soundtrack).
Le disque est édité au format CD en 1996 avec deux titres supplémentaires. Une réédition en 2009 ajoute un neuvième titre et comporte un DVD de la vidéo d'origine.
Le premier titre du disque, Monument, est un instrumental enregistré en studio. Il figurait déjà en face B du single Hymn extrait de l'album Quartet.
Cet album se classe 9e dans les charts britanniques et 49e en Suède. Il a été certifié disque d'or au Royaume-Uni.

## Liste des titres
Toutes les chansons sont écrites et composées par Midge Ure, Billy Currie, Chris Cross, Warren Cann.
| No | Titre                   | Durée |
| -- | ----------------------- | ----- |
| 1. | Monument (instrumental) | 3:15  |
| 2. | Reap the Wild Wind      | 4:10  |
| 3. | Visions in Blue         | 4:41  |
| 4. | The Voice               | 6:50  |
| 5. | Vienna                  | 5:23  |
| 6. | Passing Strangers       | 5:12  |
| 7. | Mine for Life           | 4:38  |
| 8. | Hymn                    | 5:46  |
| 9. | The Song (We Go)        | 5:12  |

- Les titres 3 et 6 n'apparaissent qu'à partir de l'édition CD de 1996, le titre 9 qu'à partir de l'édition de 2009.

## Liste des titres du DVD live
1. Introduction
2. Reap the Wild Wind
3. The Voice
4. Vienna
5. Mine for Life
6. Hymn
7. End Credits

## Musiciens
- Midge Ure : guitare, claviers, chant
- Billy Currie : claviers, violon
- Chris Cross : basse, synthétiseurs, chœurs
- Warren Cann : batterie, chœurs
- Messengers (Danny Mitchell, Colin King) : chœurs

## Classements hebdomadaires
| Classement (1983)             | Meilleure place |
| ----------------------------- | --------------- |
| Royaume-Uni (UK Albums Chart) | 9               |
| Suède (Sverigetopplistan)     | 49              |

## Certifications
| Pays              | Certfications |
| ----------------- | ------------- |
| Royaume-Uni (BPI) | Or            |